# 第17鋼琴奏鳴曲 (貝多芬)

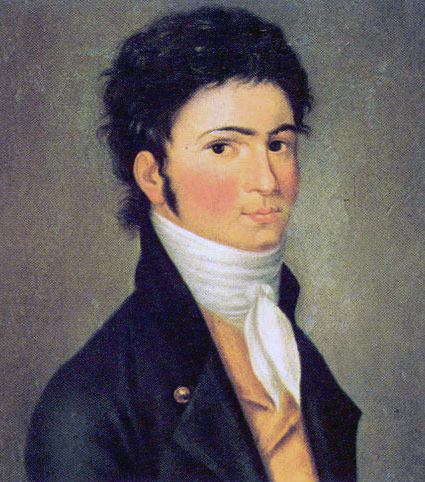
1801年的贝多芬

《D小調第17號鋼琴奏鳴曲》，作品31之2，別名《暴風雨奏鳴曲》（英語：The Tempest），是路德维希·范·贝多芬于1801至1802年间创作的三乐章钢琴奏鸣曲。

## 背景
《暴風雨奏鳴曲》是在貝多芬聽力嚴重衰退時所做的。
本作品收錄於貝多芬作品31號中。當時貝多芬對前期的作品並不滿意，正在尋找對自己的突破。
该作品的别名「暴風雨」並非貝多芬所加，而是來自於貝多芬的朋友及其传记作者安东·辛德勒的描述，貝多芬回应他关于本作品及《热情奏鸣曲》的诠释问题时，顺便建议他阅读莎士比亞的《暴風雨》。然而，有人认为贝多芬可能指的是C·C·斯特姆的作品，这位传教士及作家因其《关于自然界中上帝之作品的反思》而闻名，此书贝多芬就有一本，还做了大量批注。尽管许多辛德勒提供訊息不被音乐学界相信，但这是其他资料不能比拟的第一手资料。

## 结构
《暴風雨奏鳴曲》共有三個樂章，第一、三樂章為d小調，第二樂章為降B大調。演奏一般约需要25分钟。
1. 最緩板－快板（Largo - Allegro）
2. 慢板（Adagio）
3. 稍快板（Allegretto）

### 第一樂章
D小調，最緩板到快板。奏鳴曲式。由一個和緩的最緩板開始，加上一個快速下降的動機，形成強烈對比。接著突然進入主題的「快板」，變得相當強烈，在起伏之後又突然寂靜。

### 第二樂章
B♭大調，慢板。沒有發展部的奏鳴曲式。和第一樂章相同，由琶音開始。和第一樂章的強烈感不同，而是較為平靜的樂章。

### 第三樂章
d小調，稍快板。奏鳴曲式。全樂章由富有流動感的十六分音符組成，有傳聞說作曲家是在模仿馬車的行走聲。樂章最後停留在單音的D上，結束了整首曲子